# دریاسالار ناخیموف (فیلم)
«دریاسالار ناخیموف» (روسی: Адмирал Нахимов) یک فیلم شوروی به کارگردانی وسیوالاد پودوفکین است که در سال ۱۹۴۷ منتشر شد.

## بازیگران
- الکسی دیکی در نقش دریاسالار ناخیموف
- روبن سیمونوف در نقش عثمان نوری پاشا
- Leonid Knyazev در نقش Pyotr Koshka
- Boris Olenin
- Vladimir Vladislavsky در نقش Capt. Lavrov
- یوگنی سامویلوف در نقش Lt. Buronov
- وسیوالاد پودوفکین در نقش الکساندر منشیکف
- Nikolai Chaplygin در نقش Kornilov
- Vasili Kovrigin در نقش بارانوفسکی
- پیوتر سوبولوسکی
- A. Khokhlov در نقش ناپلئون سوم
- P. Gaideburov در نقش Lord Raglan
- Nikolai Brilling
- Georgi Gumilevsky
- N. Aparin
- امانویل گلر
- Gennady Rozhdestvensky در نقش Conductor
- Konstantin Starostin